# Incident de Takenaga
 (janvier 2022).
Le contenu est difficilement compréhensible vu les erreurs de traduction, qui sont peut-être dues à l'utilisation d'un logiciel de traduction automatique.
 (janvier 2022).
La mise en forme du texte ne suit pas les recommandations de Wikipédia : il faut le « wikifier ».
Les points d'amélioration suivants sont les cas les plus fréquents. Le détail des points à revoir est peut-être précisé sur la page de discussion.
- Les titres sont pré-formatés par le logiciel. Ils ne sont ni en capitales, ni en gras.
- Le texte ne doit pas être écrit en capitales (les noms de famille non plus), ni en gras, ni en italique, ni en « petit »…
- Le gras n'est utilisé que pour surligner le titre de l'article dans l'introduction, une seule fois.
- L'italique est rarement utilisé : mots en langue étrangère, titres d'œuvres, noms de bateaux, etc.
- Les citations ne sont pas en italique mais en corps de texte normal. Elles sont entourées par des guillemets français : « et ».
- Les listes à puces sont à éviter, des paragraphes rédigés étant largement préférés. Les tableaux sont à réserver à la présentation de données structurées (résultats, etc.).
- Les appels de note de bas de page (petits chiffres en exposant, introduits par l'outil «  Source ») sont à placer entre la fin de phrase et le point final[comme ça].
- Les liens internes (vers d'autres articles de Wikipédia) sont à choisir avec parcimonie. Créez des liens vers des articles approfondissant le sujet. Les termes génériques sans rapport avec le sujet sont à éviter, ainsi que les répétitions de liens vers un même terme.
- Les liens externes sont à placer uniquement dans une section « Liens externes », à la fin de l'article. Ces liens sont à choisir avec parcimonie suivant les règles définies. Si un lien sert de source à l'article, son insertion dans le texte est à faire par les notes de bas de page.
- La présentation des références doit suivre les conventions bibliographiques. Il est recommandé d'utiliser les modèles {{Ouvrage}}, {{Chapitre}}, {{Article}}, {{Lien web}} et/ou {{Bibliographie}}. Le mode d'édition visuel peut mettre en forme automatiquement les références.
- Insérer une infobox (cadre d'informations à droite) n'est pas obligatoire pour parachever la mise en page.

Pour une aide détaillée, merci de consulter Aide:Wikification.
Si vous pensez que ces points ont été résolus, vous pouvez retirer ce bandeau et améliorer la mise en forme d'un autre article.

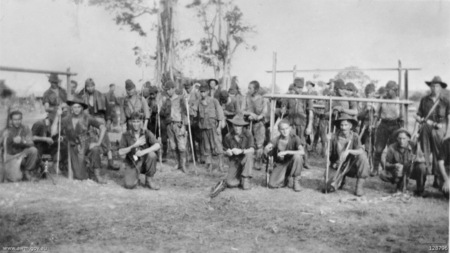
L'unité de Takenaga après sa reddition (rangée arrière), avec des soldats de l'armée australienne (rangée avant), emmenée avant que les soldats japonais ne soient transportés par avion à Aitape. Le troisième soldat australien à partir de la gauche est le lieutenant C. H. Miles.

L'incident de Takenaga (竹永事件, Takenaga jiken)  est une reddition d'un bataillon de l'armée impériale japonaise qui s'est produite le 3 mai 1945, vers la fin de la guerre du Pacifique. Le bataillon, commandé par le lieutenant-colonel Masaharu Takenaga, se rendit à l'armée australienne dans l'est de la Nouvelle-Guinée. Ce fut un fait extrêmement inhabituel pour l'armée japonaise, où la reddition était considérée comme très déshonorante.

## Contexte

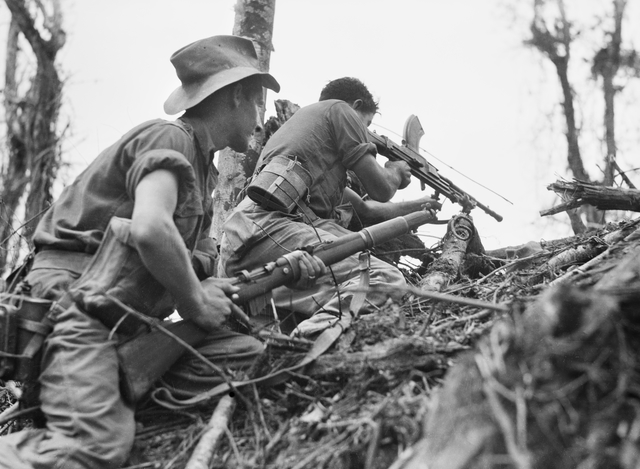
Soldats australiens attaquant l'armée japonaise dans le district de Wewak, juin 1945.

Lors de la campagne de Nouvelle-Guinée, la 18e armée japonaise est laissée derrière le front allié et, bien que sa position n'ait aucune valeur stratégique, celle-ci continua à se battre. Après la contre-offensive de la 18e armée écrasée par les forces américaines lors de la bataille de la rivière Driniumor, les Japonais se retrouvent seuls. Cependant, lorsque l'armée australienne reprend la campagne de Nouvelle-Guinée dans la seconde moitié de 1944, elle décide de procéder à un nettoyage en profondeur des forces japonaises restantes.
Leurs forces se sont considérablement affaiblie, car leurs lignes d'approvisionnement navales ont été coupées, les Japonais ayant perdu la plupart de leurs approvisionnements existants dans le secteur de la rivière Driniumor. Alors que la taille habituelle d'une division de l'armée japonaise en temps de guerre est de 20 000 soldats, début mai 1945, l'unité est réduite à environ seulement 1 000 hommes,.
L'unité de Takenaga ne fait pas exception : nommé en tant que bataillon, en termes de nombre son unité ne dépasse pas l'échelle d'un peloton, avec seulement environ la moitié du nombre habituel d'infanterie. Le reste de l'unité est composé d'anciens artilleurs de montagne de la 41e division, dont les escouades ont été dissoutes lorsque tous leurs canons sont détruits dans le secteur de la rivière Driniumor. Takenaga lui-même était un spécialiste de l'artillerie et avait été muté au 239e régiment d'infanterie de son poste de commandant du 3e bataillon, 41e régiment d'artillerie de montagne. Selon des prévisions, la nourriture et les médicaments de la 18e armée s'épuiseront en septembre 1945, leurs armes devenant inutilisables d'ici la fin de l'année. La situation est si grave qu'en juillet, la 18e armée donne l'ordre (ordre de la 18e armée n° 371) que l'intégralité de ses forces doit adhérer au gyokusai, ou mort honorable sans reddition, une décision sans précédent même au sein de l'armée impériale. Un sous-lieutenant déclare que dans les dernières étapes de la campagne, l'armée a cessé d'être une organisation structurée d'individus armés, ses effectifs devenant une bande de mendiants.
La gravité de la situation à laquelle l'armée japonaise est confrontée en Nouvelle-Guinée est démontrée par les incidents de cannibalisme qui s'y sont produits. Certains commentateurs pensent que l'unité de Takenaga fait partie de celles où le cannibalisme était pratiqué. On soupçonne que juste avant de se rendre, l'unité de Takenaga a mangé le corps de l'un des villageois de Tau, tué dans les combats dans la zone, provoquant l'ouverture d'une enquête par l'armée australienne. Lors de l'interrogatoire des prisonniers de l'unité de Takenaga, des déclarations indiquent que certains membres de l'unité ont été impliqués dans la consommation du villageois, mais les soldats concernés sont depuis décédés. C'est principalement pour cette raison que l'armée australienne ne porta aucune accusation de cannibalisme contre les prisonniers. Il existe également des dossiers de survivants écrits après la guerre admettant leurs implications. Du fait que les archives de l'armée australienne indiquent que l'unité de Takenaga était en bonne santé et ordonnée, Yuki Tanaka en déduit que toute l'unité pratiquait régulièrement le cannibalisme en tant que groupe. Kiyohiko Satō, tout en admettant que certains des membres de l'unité étaient impliqués dans le cannibalisme, met en doute les conclusions de Tanaka en pointant des preuves telles que des descriptions dans des notes laissées par les soldats qui suggèrent que le cannibalisme n'était pas une pratique de groupe.

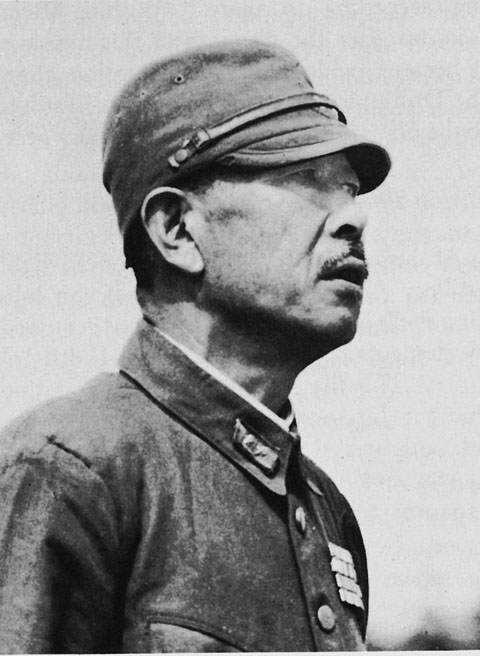
Lieutenant-général Hatazō Adachi de la 18e armée.

Afin de faire respecter le code militaire Senjinkun, il est considéré comme extrêmement déshonorant de devenir prisonnier ennemi au Japon à l'époque, même dans une situation aussi désespérée que celle à laquelle était confrontée l'armée japonaise en Nouvelle-Guinée. Dans le code pénal de l'armée japonaise, les commandants ordonnant à leurs troupes de se rendre étaient traités comme une forme de désertion, et même lorsque les troupes donnaient tout au combat, la reddition était toujours passible de six mois d'emprisonnement (article 41). Le lieutenant-général Hatazō Adachi, commandant de la 18e armée, a également donné un ordre le 18 mars 1945, disant à ses soldats qu'ils ne devaient en aucun cas s'attirer la honte d'être faits prisonniers. En conséquence, les exemples de reddition de l'armée japonaise en tant que groupe s'avère extrêmement rares. En dehors de l'unité de Takenaga, les seuls autres exemples de reddition de groupe par l'armée japonaise pendant la guerre du Pacifique ont lieu en Nouvelle-Guinée, ainsi qu'un escadron de raid naval de l'armée, commandé par Umezawa et défendant l'île de Zamami pendant la bataille d'Okinawa. Cependant, l'unité de Takenaga n'est pas le premier exemple de ce type ; il y eut un incident précédent en mai 1905, lors de la bataille de Moukden dans la guerre russo-japonaise, où les 42 survivants d'une compagnie du 49e régiment d'infanterie de la 1re division furent faits prisonniers.
Une tendance existait aussi au sein de l'armée australienne qui consistait à tuer les soldats japonais tentant de se rendre. Un accord a été fait entre les soldats australiens de première ligne afin de tuer tous les soldats japonais sans faire de prisonniers, et ces actions ont reçu le consentement tacite du commandement australien.

## Incident
De mars à avril 1945, le 239e régiment d'infanterie de la 41e division, affecté à la 18e armée de l'armée impériale japonaise, est engagé dans des hostilités avec l'armée australienne dans l'est de la Nouvelle-Guinée. Les Australiens les poursuivent à travers le sud des monts Torricelli, près d'Aitape, sur la côte nord. Selon les archives de la 41e division, le 2e bataillon, commandé par Takenaga et composé d'une cinquantaine de soldats, décide de se diriger vers l'ouest, se séparant de leur régiment reculant vers l'est. Cependant, selon les notes d'un sergent-major du bataillon, la force principale du régiment s'est retirée sans préavis, pensant avoir été abandonné à leur sort. Le groupe décide alors de se débrouiller seul.
À la mi-avril (le 12, selon un villageois), environ 45 hommes de Takenaga attaquent Tau, un village de quelques maisons seulement, afin de trouver de la nourriture. Des villageois armés de lances et de grenades à main attaquent les soldats pendant leurs pillages, ce qui les pousses à riposter. Les villageois battent finalement en retraite, avec deux morts de chaque côtés. Les soldats japonais quittent le village le lendemain matin, mais restent dans la région,.
L'armée australienne apprend la présence des troupes japonaises grâce à des rapports de la police et des villageois, et le 16 avril, elle dépêche un peloton du 2/5e bataillon, dirigé par le lieutenant C. H. Miles, pour s'occuper des troupes. Le 24 avril, le peloton de Miles entre en contact avec le bataillon de Takenaga et deux soldats japonais sont tués après un échange de tirs.
Les troupes de Takenaga parviennent à échapper à la poursuite des Australiens, mais décident de se rendre. ls ont pris un tract contenant un avis de reddition qu'un des soldats portait, ont ajouté quelques conditions en anglais, l'ont attaché à un poteau pour que les Australiens le trouvent, et ont quitté la zone. Des éclaireurs de la section de Miles trouvèrent alors le tract et le ramenèrent avec eux. Le 2 mai, le peloton australien repère l'unité de Takenaga près du village de Womgrer et demande à un indigène de les aider à établir le contact. Deux soldats japonais viennent à la rencontre des Australiens pour négocier, et le lendemain, l'unité de Takenaga se rend à Womgrer et est désarmée. Au moment de la reddition, l'unité de Takenaga se compose de 42 hommes : cinq officiers (dont Takenaga), quatre adjudants et 33 sous-officiers et soldats. Ils sont équipés de cinq mitrailleuses légères, 17 fusils, cinq pistolets et 750 cartouches. Les prisonniers, escortés par le peloton de Miles, marchent pendant trois jours de manière ordonnée jusqu'à l'aéroport de Maprik, puis sont transportés à Aitape.
Pendant ce temps, les forces japonaises restantes, pensant l'unité de Takenaga perdue, sont parties à leurs recherches avant d'apprendre la reddition de l'unité grâce à des affiches de propagande distribuées par l'armée australienne.

### Théories sur la décision de se rendre
Il existe deux théories sur le processus qui a conduit l'unité de Takenaga à se rendre : 
- tous les membres de l'unité ont été impliqués dans la décision ;
- seuls les officiers ont été impliqués dans la décision.

Selon Ikuhiko Hata et Fumio Takahashi, dont Hata dépend pour ses recherches, les autres soldats de l'unité de Takenaga se sont réunis pour discuter de l'accord du plan de reddition, après l'acceptation des commandants de bataillon. Takahashi et Hata disent que selon l'un des commandants de compagnie survivants, après avoir appris que la reddition vient directement de Takenaga, les partisans sont invités à lever la main. Lorsque la moitié des soldats n'ont pas levé la main, des grenades à main sont lancés sur eux, leur disant de choisir leur propre destin (un euphémisme japonais pour le suicide). Après cet événement, la totalité des soldats ont accepté le plan de reddition.
Un point de vue opposé est tenu par Kiyohiko Satō, qui estime que seuls les commandants de bataillon ont été interrogés sur leur accord du plan, et que le reste des soldats n'ont pas eu le choix. Selon Satō, les témoins mentionnés par Hata et Takahashi ont nié avoir été interrogés sur le sujet. De plus, des entretiens fraîchement menés et des notes du sergent-major, Satō déduit que seuls les officiers et sous-officiers ont été impliqués dans la décision de reddition, les autres soldats n'ayant reçu qu'un ordre,,.

## Conséquences
L'unité de Takenaga est détenue à Aitape pendant environ un mois, avant d'être démantelée et envoyée dans des camps de prisonniers à Lae et en Australie, où ils sont bien traités. Ses hommes sont interrogés, et en particulier le lieutenant-colonel Takenaga, transporté à Manille pour un interrogatoire détaillé. En plus de donner des informations sur les personnalités des commandants de la 18e armée, Takenaga donne son avis concernant la façon dont les Alliés devront traiter l'empereur Hirohito : « Si l'empereur est tué, le peuple japonais résistera jusqu'à la fin, mais s'il y a un ordre de l'Empereur, ils se rendront probablement pacifiquement ». Pour se préparer aux interrogatoires, les soldats de l'unité de Takenaga avaient inventé de faux noms de personnes et d'unités avant de se rendre, mais d'après les documents saisis dans le district de Wewak, l'armée australienne reconnut qu'il s'agissait de faux. Certains des prisonniers ont également aidé à la traduction des documents saisis et aux émissions de propagande exhortant l'armée japonaise à se rendre.
Après la reddition de Takenaga, la 18e armée continue à combattre en Nouvelle-Guinée jusqu'à la fin de la guerre le 15 août 1945. Pour remplacer l'unité de Takenaga, le 2e bataillon du 239e régiment d'infanterie est réformé avec de nouveaux membres,. Cependant, en août 1945, juste avant la fin de la guerre, deux compagnies du 2e bataillon réformé se rendent successivement aux Australiens. Selon les archives de l'armée australienne, 12 soldats et leur capitaine sont capturés le 10 août, et 16 soldats et leur capitaine sont capturés le 11 août. Les raisons incluent la sollicitation de l'armée australienne pour la reddition des forces japonaises, le précédent établi par l'unité de Takenaga et le fait qu'ils ont reçu l'ordre de défendre leurs positions jusqu'à la mort. Le taux de survie de la 18e armée après la bataille de la rivière Driniumor n'était que de 25%, un chiffre nettement inférieur au chiffre de 84% pour l'unité de Takenaga (sur les 50 qui ont survécu à Driniumor, 42 ont survécu à la guerre).
La reddition de l'unité de Takenaga est considérée comme un acte extrêmement déshonorant par l'armée japonaise. En l'apprenant, le lieutenant-général Adachi réprimanda vivement les commandants de la 41e division et pria l'empereur, tout en versant des larmes, s'excusant de son manque de vertu. Même après la guerre, Takenaga est conspué, et il faudra un certain temps avant que la moindre lumière ne soit braquée sur l'incident de Takenaga. Malgré l'enregistrement de la reddition de Takenaga dans Dai Yonjūichi Nyū Ginia Sakusenshi (Histoire de l'opération de Nouvelle-Guinée de la 41e division), compilée par des personnes associées à la 41e division, et dans Senshi Sōsho, une histoire militaire de la guerre du Pacifique publiée par l'Agence de défense, des histoires font état de l'anéantissement de l'unité de Takenaga. La prise de conscience de l'incident augmenta progressivement après la publication de l'article de Fumio Takahashi en 1986. En 2009, du personnel militaire niait encore tout reddition de l'unité pendant la guerre. Par exemple, dans une interview pour la NHK, Masao Horie, qui était officier d'état-major de la 18e armée et major au moment de l'incident, déclare : « Jusqu'à présent, je n'ai jamais entendu parler d'histoires faisant état de reddition, et je crois qu'aucun soldat ne s'est rendu. S'il est vrai qu'un commandant s'est rendu, alors c'est une honte ».
Les anciens membres de l'unité de Takenaga ont été rapatriés à la fin de la guerre, ainsi que des prisonniers d'autres unités. Beaucoup d'entre eux n'ont pas adhéré à des associations d'anciens combattants, n'ont passé aucune entrevue et ont vécu paisiblement le reste de leur vie. Takenaga travaillait comme ouvrier privé et mourut de maladie en 1967. Il n'a subi aucune discrimination particulière de la part de ses anciens camarades de classe à l'Académie de l'armée impériale japonaise, et ont assisté à ses funérailles.